# Loungo Matlhaku
Loungo Matlhaku (* 24. März 1995 in Khakhea) ist eine botswanische Leichtathletin, die sich auf den Sprint spezialisiert hat.

## Sportliche Laufbahn
Erste internationale Erfahrungen sammelte Loungo Matlhaku bei den Juniorenafrikameisterschaften 2011 in Gaborone, bei denen sie in 12,01 s die Silbermedaille im 100-Meter-Lauf gewann und in 25,48 s Achte über 200 Meter wurde. Zudem gewann sie mit der botswanischen 4-mal-100-Meter-Staffel in 48,46 s die Bronzemedaille. Anschließend nahm sie an den Jugendweltmeisterschaften in Villeneuve-d’Ascq nahe Lille teil, bei denen sie über 100 Meter in der ersten Runde ausschied, während sie über 200 Meter bis in das Halbfinale gelangte, in dem sie mit 24,71 s ausschied. Daraufhin wurde sie bei den Commonwealth Youth Games in Douglas Vierte und Fünfte. Zwei Jahre später gewann sie bei den Juniorenafrikameisterschaften in Bambous in 24,62 s die Bronzemedaille im 200-Meter-Lauf. 2014 schied sie bei den Juniorenweltmeisterschaften in Eugene in beiden Disziplinen im Vorlauf aus. Bei den Afrikameisterschaften in Marrakesch schied sie in 24,70 s im Halbfinale über 200 Meter aus und gewann mit der botswanischen 4-mal-400-Meter-Staffel in 3:40,28 min die Bronzemedaille hinter Nigeria und Kenia. Bei den IAAF World Relays 2015 auf den Bahamas belegte sie mit 3:35,76 min Rang fünf im B-Finale.
Bei den Afrikameisterschaften 2016 in Durban gelangte sie in 11,67 s auf den achten Platz über 100 Meter und wurde in 24,18 s Siebte über 200 Meter. Zudem wurde sie mit der 4-mal-100-Meter-Staffel in 46,10 s Fünfte. Bei den IAAF World Relays 2017 auf den Bahamas kam sie mit der gemischten Staffel nicht ins Ziel. 2018 nahm sie erstmals an den Commonwealth Games im australischen Gold Coast teil und schied mit 23,98 s im Halbfinale aus und gewann mit der Staffel in 3:26,86 min die Bronzemedaille hinter Jamaika und Nigeria. Im August schied sie bei den Afrikameisterschaften in Asaba mit 12,08 s im Vorlauf aus und wurde in 3:42,16 min Vierte mit der Staffel. Im Jahr darauf erreichte sie bei der Sommer-Universiade in Neapel das Halbfinale über 100 Meter, in dem sie mit 11,63 s ausschied. Im August belegte sie bei den Afrikaspielen in Rabat in 23,84 s Rang sieben über 200 Meter. Bei den World Athletics Relays 2021 im polnischen Chorzów verpasste sie mit 3:34,99 min den Finaleinzug in der 4-mal-400-Meter-Staffel. 2022 erreichte sie bei den Afrikameisterschaften in Port Louis das Halbfinale über 100 Meter und schied dort mit 11,57 s aus und belegte mit der 4-mal-100-Meter-Staffel in 45,93 s den fünften Platz und schied über 200 Meter mit 24,19 s in der Vorrunde aus.
In den Jahren 2014 und 2021 wurde Matlhaku Botswanische Meisterin im 100-Meter-Lauf sowie 2017 über 200 Meter.

## Bestleistungen
- 100 Meter: 11,55 s (−0,5 m/s), 1. März 2018 in Johannesburg
- 200 Meter: 23,25 s (+0,1 m/s), 22. Mai 2016 in Gaborone